# (4972) Pachelbel
(4972) Pachelbel es un asteroide perteneciente al cinturón de asteroides, descubierto el 23 de octubre de 1989 por Freimut Börngen desde el Observatorio Karl Schwarzschild, en Tautenburg, Alemania.

## Designación y nombre
Designado provisionalmente como 1989 UE7. Fue nombrado Pachelbel en honor al compositor alemán Johann Pachelbel, importante representante de la música del órgano cuyo preludio de coral y fuga estaba bastante influenciada por el también compositor J. S. Bach.

## Características orbitales
Pachelbel está situado a una distancia media del Sol de 3,119 ua, pudiendo alejarse hasta 3,713 ua y acercarse hasta 2,526 ua. Su excentricidad es 0,190 y la inclinación orbital 1,228 grados. Emplea 2012 días en completar una órbita alrededor del Sol.

## Características físicas
La magnitud absoluta de Pachelbel es 13,4. Tiene 11,962 km de diámetro y su albedo se estima en 0,065.